# Alexandre Cuvillier
Pour les articles homonymes, voir Cuvillier.
Alexandre Cuvillier est un  footballeur français né le 17 juin 1986 à Cucq (Pas-de-Calais), pouvant évoluer comme milieu gauche et comme attaquant de pointe qui joue pour Le Fc Arsac le pian

## Biographie

### Les débuts à Reims
Formé au Stade de Reims, Alexandre Cuvillier se fait remarquer le 4 août 2007 au Stade Delaune, lors d'un match opposant son équipe à Libourne Saint-Seurin comptant pour le championnat de Ligue 2. Cuvillier, alors âgé de 21 ans, fête sa première titularisation en équipe première. Alors que le Stade est mené 1 but à 0, le jeune milieu offensif délivre une passe décisive à Cédric Fauré pour l'égalisation champenoise et marque ensuite le but de la victoire.

### Boulogne-sur-Mer
Lors du mercato d'hiver 2008, Alexandre Cuvillier qui joue peu à Reims rejoint Boulogne-sur-Mer. Son équipe se maintient à la dernière journée du championnat.
La saison 2008-2009 est plus réussie pour le club de la Côte d'Opale. Lors de la dernière journée, l'USBCO devait l'emporter face à Amiens pour accéder à la Ligue 1. L'USBCO a largement remporté ce match (4-0), et Alexandre Cuvillier fut élu homme du match avec à la clé un but et deux passes décisives.
Le 22 août 2009 au stade Geoffroy-Guichard, Boulogne est dominé par l'AS Saint-Étienne mais c'est pourtant l'USBCO qui marque le seul but du match à la 37e par Alexandre Cuvillier, son premier en L1. Lors de cette saison 2009-2010, il prend part à 34 matchs de championnat et inscrit 4 buts. Cependant, le club est relégué en L2 en fin de saison.

### Arrivée à Nancy
Fin juillet 2010, Alexandre Cuvillier est prêté pour un an avec option d'achat (automatique en cas de maintien) à l'AS Nancy Lorraine et continue donc sa progression en Ligue 1. Lors de la première journée de championnat, Cuvillier entre en fin de match et délivre une passe décisive à Pascal Berenguer. Le natif de Cucq peine toutefois à s'imposer en Lorraine. Le 20 juillet 2011, lors de la pré-saison 2011-2012 il s’accroche à l'entraînement avec son coéquipier Massadio Haïdara allant jusqu'à lui donner un coup de tête devant les supporters présents.

### Prêt au Racing Club de Lens
Le 4 janvier 2012, il rejoint le RC Lens sous forme d'un prêt avec option d'achat. Le 23 février il a la douleur de perdre sa compagne dans des circonstances tragiques. Il dispute onze des 19 derniers matchs de la saison en tant que titulaire mais le club lensois ne lève pas l'option d'achat.

### Prêt au Stade Malherbe de Caen
Le 25 juillet 2012, l'AS Nancy Lorraine annonce un nouveau prêt au Stade Malherbe de Caen cette fois-ci. Le 6 octobre 2012, il marque son premier but caennais face à Istres (victoire 0-4). En dépit d'une bonne saison sur le plan individuel, le club manque son objectif de retour en Ligue 1, de sorte qu'il retourne à Nancy à l'issue de son prêt. 
Le 19 juin 2014, Alexandre Cuvillier s'engage avec le club breton du Stade brestois 29 pour une durée de 2 ans + 1 en option.

## Statistiques
| Saison                | Club                     | Championnat           | Championnat | Championnat | Coupe nationale | Coupe nationale | Coupe de la Ligue | Coupe de la Ligue | Total | Total |
| Saison                | Club                     | Division              | M.          | B.          | M.              | B.              | M.                | B.                | M.    | B.    |
| 2006-2007             | Stade de Reims           | Ligue 2               | 2           | 0           | -               | -               | -                 | -                 | 2     | 0     |
| 2007-2008             | Stade de Reims           | Ligue 2               | 9           | 1           | -               | -               | 1                 | 0                 | 10    | 1     |
| Sous-total            | Sous-total               | Sous-total            | 11          | 1           | -               | -               | 1                 | 0                 | 12    | 1     |
| 2007-2008             | US Boulogne              | Ligue 2               | 12          | 0           | -               | -               | -                 | -                 | 12    | 0     |
| 2008-2009             | US Boulogne              | Ligue 2               | 32          | 6           | 4               | 2               | 3                 | 1                 | 39    | 9     |
| 2009-2010             | US Boulogne              | Ligue 1               | 34          | 4           | 3               | 2               | -                 | -                 | 37    | 6     |
| Sous-total            | Sous-total               | Sous-total            | 78          | 10          | 7               | 4               | 3                 | 1                 | 88    | 15    |
| 2010-2011             | AS Nancy-Lorraine (prêt) | Ligue 1               | 25          | 2           | 2               | 0               | 1                 | 0                 | 28    | 2     |
| 2011-2012             | AS Nancy-Lorraine        | Ligue 1               | 8           | 0           | -               | -               | 1                 | 0                 | 9     | 0     |
| 2011-2012             | RC Lens (prêt)           | Ligue 2               | 11          | 0           | -               | -               | -                 | -                 | 11    | 0     |
| 2012-2013             | SM Caen (prêt)           | Ligue 2               | 30          | 7           | 2               | 1               | 3                 | 0                 | 35    | 8     |
| 2013-2014             | AS Nancy-Lorraine        | Ligue 2               | 35          | 3           | 2               | 1               | 1                 | 0                 | 38    | 4     |
| Sous-total            | Sous-total               | Sous-total            | 109         | 12          | 6               | 2               | 6                 | 0                 | 121   | 14    |
| 2014-2015             | Stade brestois 29        | Ligue 2               | 15          | 1           | 1               | 0               | 1                 | 0                 | 17    | 1     |
| 2015-2016             | Stade brestois 29        | Ligue 2               | 12          | 0           | 2               | 0               | 1                 | 1                 | 15    | 1     |
| Sous-total            | Sous-total               | Sous-total            | 27          | 1           | 3               | 0               | 2                 | 1                 | 32    | 2     |
| 2017-2018             | US Boulogne              | National              | 3           | 0           | -               | -               | -                 | -                 | 3     | 0     |
| Total sur la carrière | Total sur la carrière    | Total sur la carrière | 228         | 24          | 16              | 6               | 12                | 2                 | 256   | 32    |